# Línea Verde (Metro de Boston)
La línea Verde (en inglés: Green line) es una de tren ligero y forma parte de una de las cuatro líneas de tránsito rápido del Metro de Boston. El sistema consiste en 12 estaciones y es operado por la Autoridad de Transporte de la Bahía de Massachusetts o MBTA por sus siglas en inglés. Es la línea más antigua del Metro de Boston, conocido localmente como la 'T'.  La línea Verde opera subterráneamente bajo el centro de Boston y a nivel de calle en otras áreas. Con un promedio de 232,000 pasajeros al día es también el sistema de tren ligero más usado del país. La línea obtiene de nombre "Verde" debido a que pasa por un área llamada Emerald Necklace (Cadena de Esmeraldas) en Boston. La línea cuenta con cuatro ramales que son remanentes de lo que alguna vez fue un gran sistema de tranvías, que inició en 1856 con el Ferrocarril Cambridge Horse. El Túnel de la Calle Tremont - el túnel subterráneo más antiguo de Norte América - y otros túneles son los que están conectados con todos estos ramales. El Túnel de la Calle Tremont abrió en etapas empezando desde el 1 de septiembre de 1897,  y el 3 de septiembre de 1898, para operar los trenes de superficie.

## Material rodante

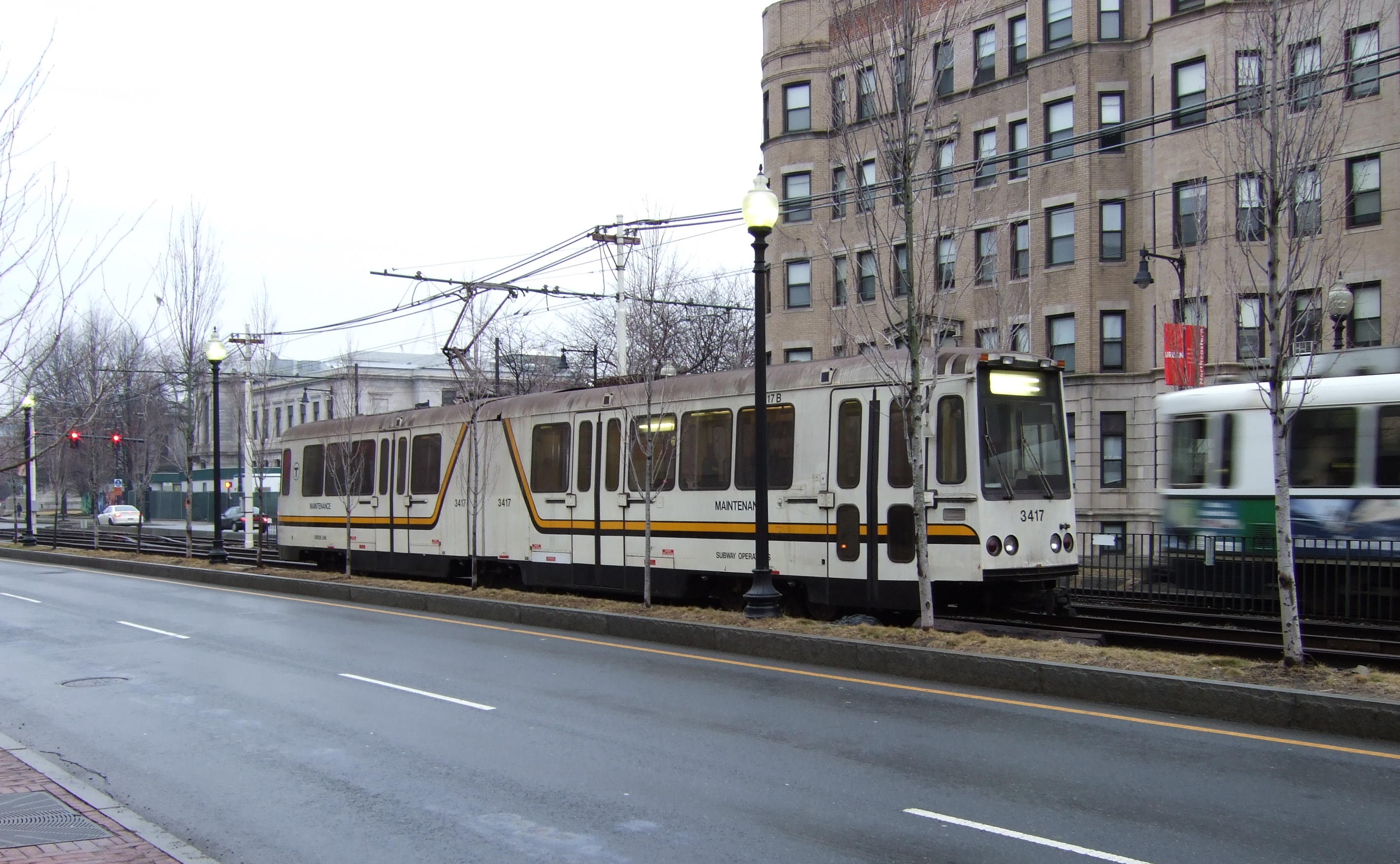
Un Boeing-Vertol LRV usado para mantenimiento.

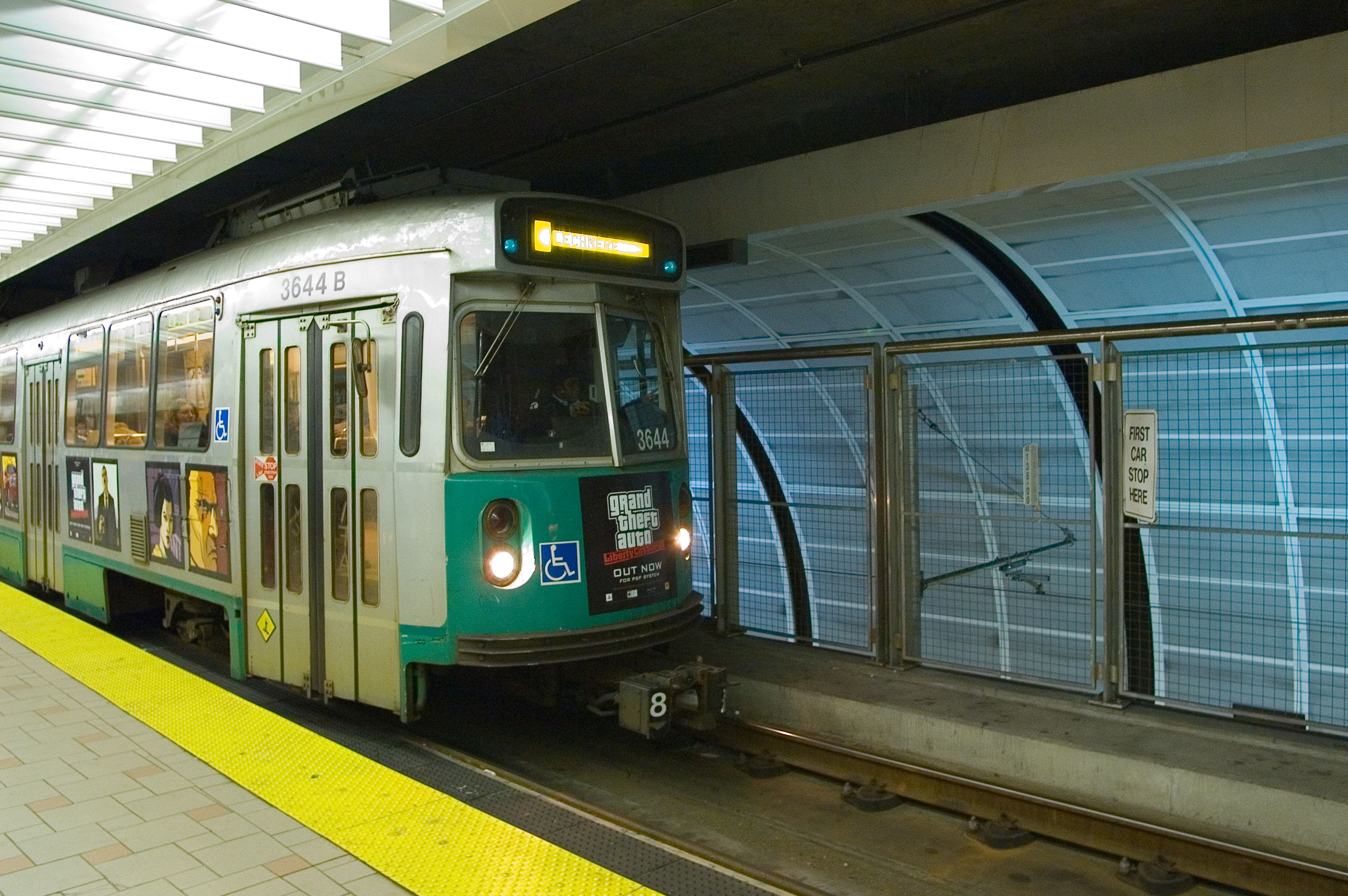
Un tren de dos vagones Tipo 7 (Kinki Sharyo) entrando North Station con sentido a Lechmere.

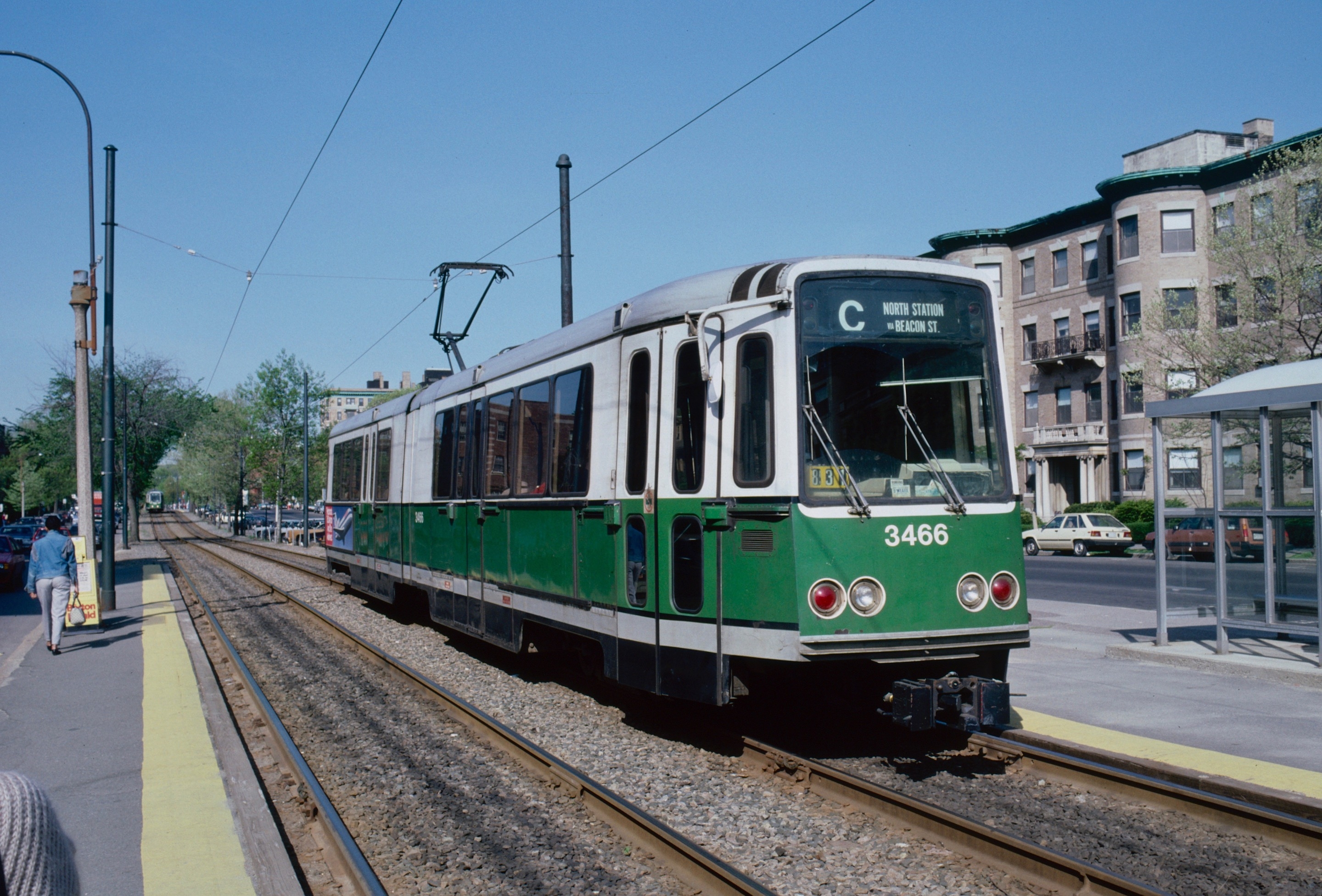
Vista de un Boeing-Vertol LRV, 1987

Como el resto de las otras tres líneas del Metro de Boston, la línea Verde usa vías de ancho estándar.

### Flota actual
A abril de 2012, el material rodante de la línea Verde es la siguiente:
| Año construido | Compañía     | Modelo     | Longitud ft ( mm)     | Ancho de vagón in ( mm) | Ancho de vía             | Número de calle               |
| -------------- | ------------ | ---------- | --------------------- | ----------------------- | ------------------------ | ----------------------------- |
| 1986–1988      | Kinki-Sharyo | Tipo 7 LRV | 72 pies (21 945,6 mm) | 104 plg (2641,60 mm)    | 4 pies 8,5 plg (1435 mm) | (36xx): 3600–3699 (91 active) |
| 1997           | Kinki-Sharyo | Tipo 7 LRV | 72 pies (21 945,6 mm) | 104 plg (2641,60 mm)    | 4 pies 8,5 plg (1435 mm) | (37xx): 3700–3719 (19 active) |
| 1998–2007      | AnsaldoBreda | Tipo 8 LRV | 74 pies (22 555,2 mm) | 104 plg (2641,60 mm)    | 4 pies 8,5 plg (1435 mm) | (38xx): 3800–3894             |

### Flota retirada
(Solamente los vehículos operados por el Metro de Boston se incluyen. La lista no incluye a los del Ferrocarril Elevado de Boston)
| Años en servicio                                                              | Compañía         | Modelo                                              | Longitud ft ( mm)     | Ancho de vagón in ( mm) | Ancho de vía             | Vagones                                            |
| ----------------------------------------------------------------------------- | ---------------- | --------------------------------------------------- | --------------------- | ----------------------- | ------------------------ | -------------------------------------------------- |
| 1976–2007                                                                     | Boeing Vertol    | Estándar estadounidense de vehículos de tren ligero | 71 pies (21 640,8 mm) | 104 plg (2641,60 mm)    | 4 pies 8,5 plg (1435 mm) | 150                                                |
| 1937–1985 (10 siguen operando en la línea de Alta Velocidad Ashmont-Mattapan) | Pullman Standard | Presidents' Conference Committee streetcar          | 48 pies (14 630,4 mm) | 100 plg (2540,00 mm)    | 4 pies 8,5 plg (1435 mm) | 10 (restos; otros fueron usados en la Línea Verde) |